# Уэстфилд (Пенсильвания)
Уэстфилд (англ. Westfield) — американский населенный пункт (боро) в округе Тайога, Пенсильвания. По данным переписи 2000 года население составляло 1190 человек. ZIP-код 16950.

## Население
По данным переписи 2000 года население составляло 1190 человек, в городе проживало 330 семей, находилось 495 домашних хозяйств и 551 строений с плотностью застройки 204,6 строения на км². Плотность населения 441,8 человека на км². Расовый состав населения: белые — 97,56 %, афроамериканцы — 1,01 %, коренные американцы (индейцы) — 0,34 %, азиаты — 0,25 %, представители других рас — 0,25 %, представители двух или более рас — 0,59 %. Испаноязычные составляли 0,59 % населения.
В 2000 году средний доход на домашнее хозяйство составлял $27 772 USD, средний доход на семью $33 688 USD. Мужчины имели средний доход $26 607 USD, женщины $18 424 USD. Средний доход на душу населения составлял $13 135 USD. Около 15,9 % семей и 22,1 % населения находятся за чертой бедности, включая 29,4 % молодежи (до 18 лет) и 13,1 % престарелых (старше 65 лет).